# Parasmittina auris
Parasmittina auris är en mossdjursart som beskrevs av Ratna Guha och Gopikrishna 2007. Parasmittina auris ingår i släktet Parasmittina och familjen Smittinidae. Inga underarter finns listade i Catalogue of Life.